# 卢基诺沃市镇
卢基诺沃市镇（俄语：Лукиновское муниципальное образование）是俄罗斯联邦伊尔库茨克州日加洛沃区所属的一个市镇。其下辖有个居民点，行政中心为卢基诺沃。据2016年统计，该市镇的人口为159人。